# Yaire
Yaire (nacida Yaidelice Monrouzeau) es una cantautora de Puerto Rico, cuyos éxitos emblemáticos  "Tu mayor tentación", "Contéstame", “Dime” y "Te amo tanto" le han generado elogio crítico, así como gran éxito musical en Puerto Rico y otros mercados latinos de Sur y Centroamérica, los Estados Unidos y España. Como compositora, ha escrito muchos éxitos famosos para artistas como Olga Tañón, Melina León y Gisselle, entre otros. Su estilo musical tiene una gama ancha y va desde las baladas hasta el pop rock y temas movidos. Es más reconocida por su impresionante voz de 3.5 octavas, sus dramáticas interpretaciones en vivo y sus galardonadas capacidades como compositora.

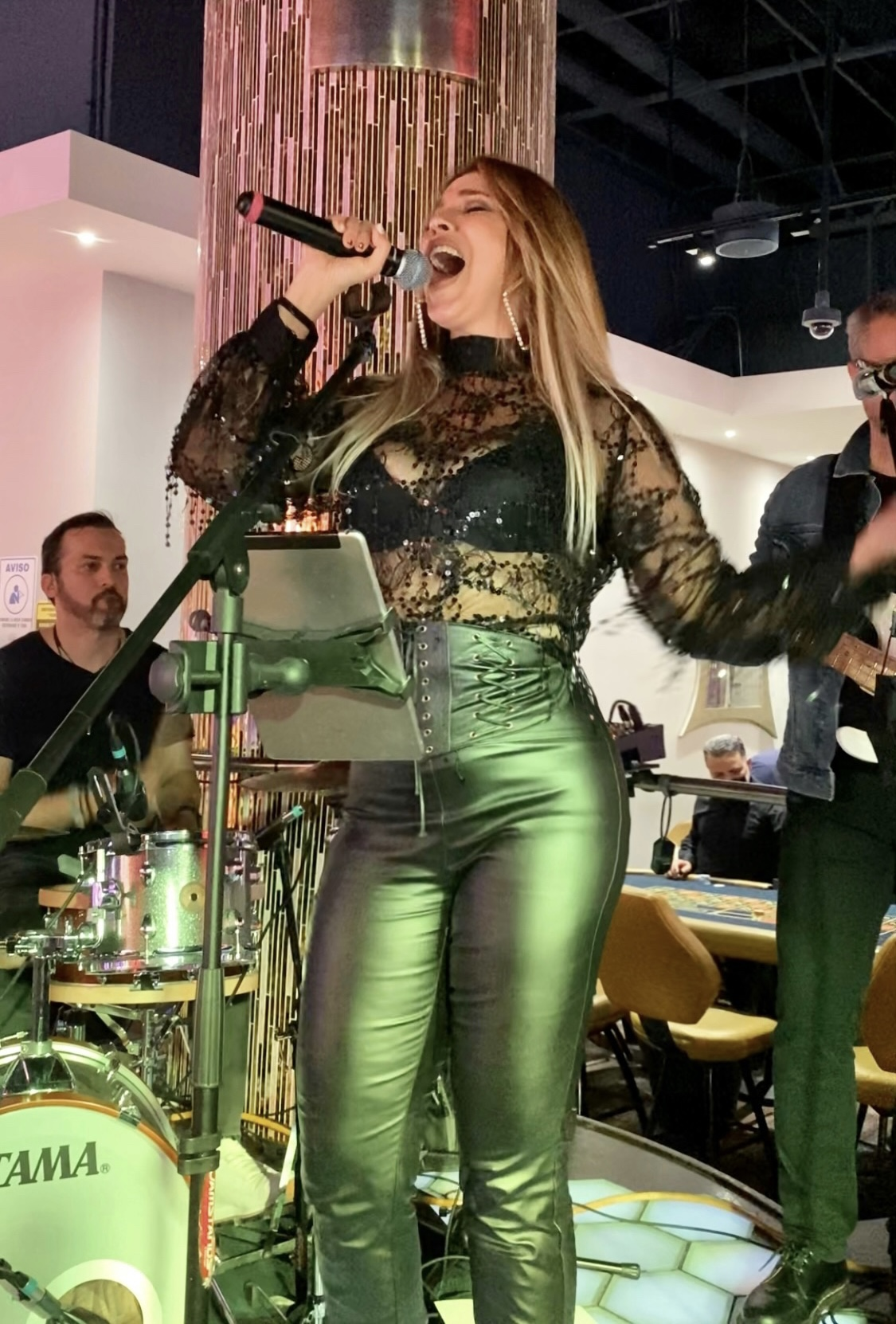
Yaire cantando en vivo en concierto

## Discografía
- Formas De Vida (1998)
- Yaire (2001)
- ...Donde Me Lleve El Viento (2002)
- Volver Un Nacer (2005)